# Peros Camba
Peros Camba es el nombre de una variedad cultivar de manzano (Malus domestica). Esta manzana es originaria de Galicia, está cultivada en la colección de árboles frutales y banco de germoplasma de Mabegondo con el N.º 81; ejemplares procedentes de esquejes localizados en el municipio de Rodeiro (Pontevedra).

## Sinónimos
- "Manzana Peros Camba",[4][5]
- "Maceira Peros Camba".

## Características
El manzano de la variedad 'Peros Camba' tiene un vigor vigoroso. Tamaño grande y porte erguido.
Época de inicio de brotación a partir del 18 de abril y de floración a partir de 30 de abril.
Las hojas tienen una longitud del limbo de tamaño corto, con la máxima anchura del limbo estrecha. Longitud de las estípulas es corta y la máxima anchura de las estípulas es estrecha. Denticulación del borde del limbo es biserrado, con la forma del ápice del limbo acuminado y la forma de la base del limbo es agudo. Con subestípulas presentes.
Sus flores tienen una longitud de los pétalos desconocido, anchura de los pétalos es desconocido, disposición de los pétalos desconocido, con una longitud del pedúnculo desconocido.
La variedad de manzana 'Peros Camba' tiene un fruto de tamaño pequeño, de forma elíptica, de color bicolor, con chapa completa, e intensidad fuerte. Epidermis de textura suave, con pruina en su superficie y con presencia de cera débil. Sensibilidad al "russeting" (pardeamiento áspero superficial que presentan algunas variedades)  muy poco sensible. Con lenticelas de tamaño mediano.
Los sépalos están dispuestos de forma parcialmente replegados, y superpuestos en su base; su fosa calicina poco profunda y de una anchura media. Pedúnculo de grosor medio y de longitud corto, siendo la cavidad peduncular de una profundidad poco profunda y de anchura media. Con pulpa de color blanca, cuya firmeza es intermedia y textura intermedia; su jugosidad es jugosa con sabor de acidez débil, y aromática.
Época de maduración y recolección es el 17 de septiembre. 'Peros Camba' es una manzana que su destino es la conservación de esta variedad en el banco de germoplasma de Mabegondo como reserva genética.

## Susceptibilidades
- Oidio: ataque medio
- Moteado: no presenta
- Raíces aéreas: no presenta
- Momificado: no presenta
- Pulgón lanígero: no presenta
- Pulgón verde: ataque débil
- Araña roja: no presenta
- Chancro del manzano: no presenta[3]